# Trnovec Desinićki
Trnovec Desinićki est un village de la municipalité de Desinić (comitat de Krapina-Zagorje) en Croatie. Au recensement de 2011, le village comptait 114 habitants.